# Crimson Thorn
A Crimson Thorn amerikai keresztény jellegű metal együttes.

## Története
1991-ben alakult a Minnesota állambeli Minneapolis-ban. Luke Renno, Dave Quast, Dylan Jenniges, Paul Jongeward és Miles Sunde alapították. 1993-as demójuk kiadása után Dave Quast kilépett a zenekarból, helyére Kevin Sundberg dobos került. 1997-ben Jongeward is kilépett az együttesből, helyére Andy Kopesky került. Első demójukon thrash metalt játszottak, utána áttértek a death metal/grindcore műfajokra. Első nagylemezük 1995-ben jelent meg, az Atomic Records gondozásában. Azóta még két stúdióalbumot adtak ki. Luke Renno és Steve Reishus a Taking the Head of Goliath nevű együttes tagjai is. Luke Renno továbbá a Temple of Perdition, Sylvan Fortress, Axehead Inc., Obadiah nevű zenekarokban is játszik. A No Life til Metal oldal a Dissection albumukat az Obituary, Carcass, Cannibal Corpse zenekarokhoz hasonlította.

## Tagok
- Luke Renno - basszusgitár (1992-2005), gitár, ének (1991-)
- Steve Reishus - dob (2005-)
- Miles Sunde - gitár, vokál (1991-)

## Korábbi tagok
- Dylan Jenniges - basszusgitár (1991-1992)
- Dave Quast - dob (1991-1993)
- Jeff Anderson - dob (1993-1994)
- Kevin Sundberg - dob, ének (1994-2005)
- Paul Jongeward - gitár (1991-1997)
- Andy Kopesky - gitár, billentyűk (1997-2005)
- Collin Anderson - billentyűk (2005-2006)
- Brett Wilson - basszusgitár, ének
- Billy Frazer - dob (koncerteken)

## Diszkográfia
- Unearthed (1995)
- Dissection (1997)
- Purification (2002)

## Egyéb kiadványok
- Plagued (demó, 1993)
- Live in Minneapolis (DVD, 2005)
- Unearthed for Dissection (válogatáslemez, 2005)
- Crimson Thorn: Anthology of Brutality: 1992-2002 The Complete Collective Works (válogatáslemez, 2017)